# Cepheus (mythologie)
Cepheus, ook wel Kepheus (Oudgrieks: Κηφεύς,  "tuinman"), was een figuur uit de Griekse mythologie. Cepheus was de koning van Ethiopië, een gebied bij Jordanië en Egypte.

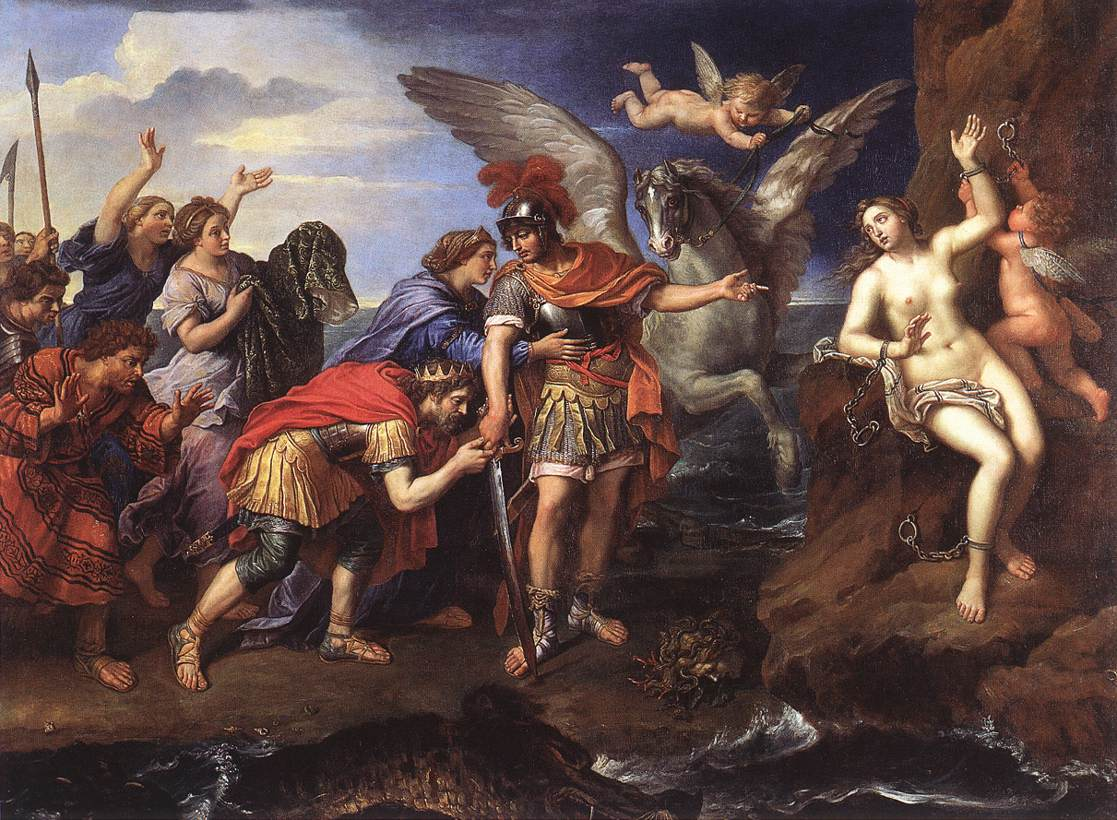
Cepheus (met kroon) dankt Perseus (midden) voor het redden van zijn dochter (Pierre Mignard, 1679)

Zijn vrouw was de ijdele koningin Cassiopeia. Zij was een heel aantrekkelijke en ijdele koningin, die het liefst haar haren kamde op een stoel voor een spiegel. Op een dag beledigde zij de Nereïden (zeenimfen). Zij zei dat ze nog mooier dan hen was (een ander verhaal vertelt dat Cassiopeia het niet over zichzelf maar over haar dochter had). De zeenimfen waren beledigd en doordat Amphitrite, een van de ca. 50 Nereïden, getrouwd was met de zeegod Poseidon kon ze hem vragen Cassiopeia te straffen voor haar opschepperij. 
Poseidon stuurde een zeemonster, Cetus, naar het rijk van Cepheus en Cassiopeia om dit aan te vallen en te vernietigen. De kust was al getroffen en om een eind te maken aan al de vernielingen, vroeg Cepheus het orakel van Delphi om raad. Hij en Cassiopeia moesten hun dochter, de beeldschone en rechtvaardige maagd Andromeda aan het zeemonster offeren. Daarom werd ze aan de rotsen vastgeketend, wachtend op haar dood. Net dan kwam de held Perseus, die net de Gorgo Medusa had gedood, langs. Hij vroeg wie ze was en hoe ze daar was terechtgekomen. Eerst zei Andromeda niets, maar later vertelde ze hem alles. Dat verhaal eindigde met een gil toen Andromeda Cetus zag naderen. 

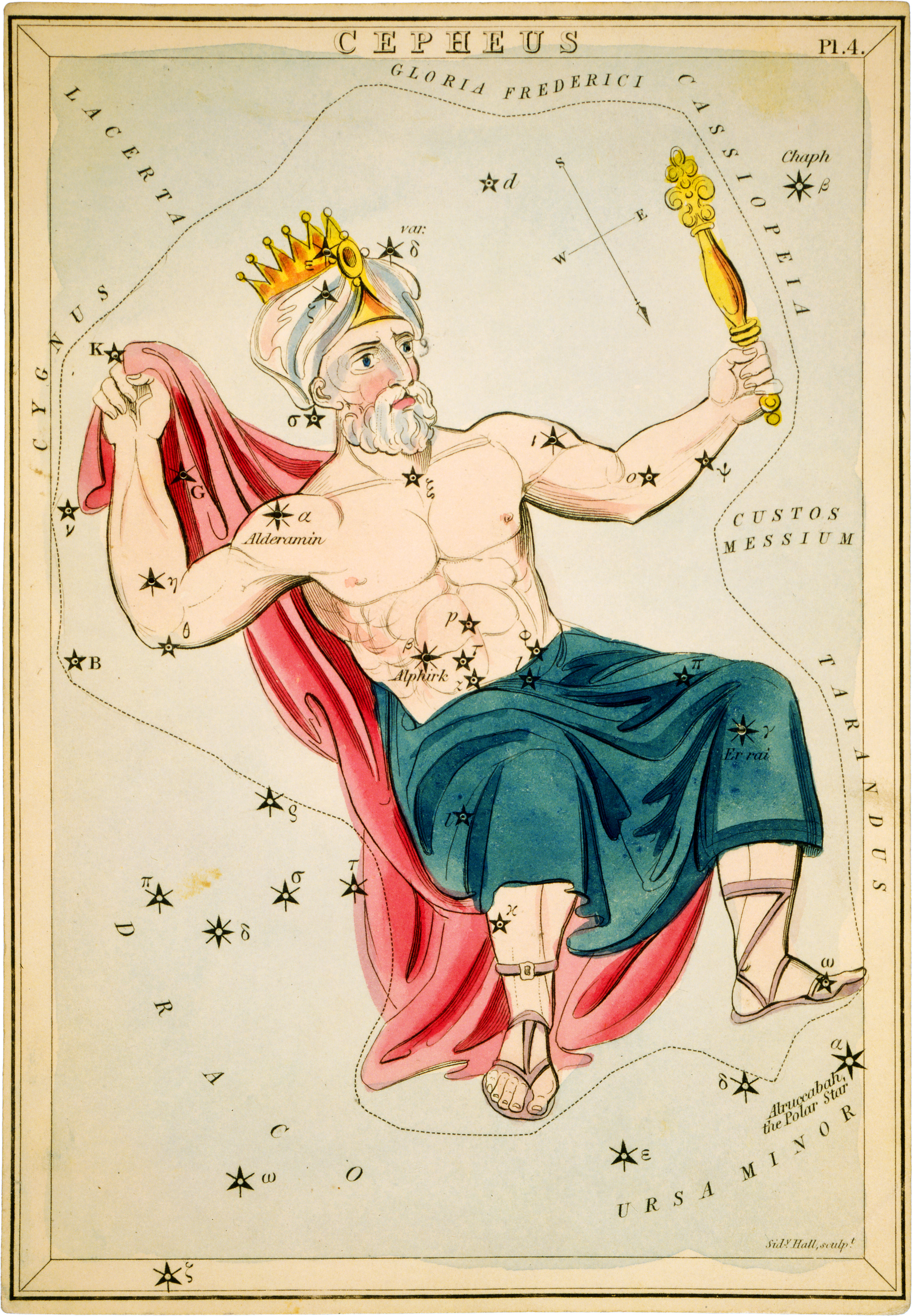
Cepheus als sterrenbeeld

Perseus liet het hoofd van de Gorgo zien en Cetus zonk. Andromeda was gered en Perseus vroeg haar hand. Andromeda en hij kregen zes kinderen. Maar haar moeder werd gestraft. Ze werd aan de noordelijke hemel geplaatst, dicht bij Polaris, de Poolster. Haar man zweeft ook aan de hemel, vlak naast haar. De sterrenbeelden Cepheus en Cassiopeia zijn circumpolair; ze gaan nooit onder. Andromeda werd onder haar moeder tussen Perseus en Pegasus geplaatst. Het zeemonster Cetus bevindt zich vlak bij Andromeda, in het waterige deel van de hemel, naast Aquarius, de Waterman.